# Hoogbegaafdheid
Hoogbegaafdheid is een combinatie van een uitzonderlijke intelligentie, creativiteit en doorzettingsvermogen. Hoogbegaafde kinderen en volwassenen zijn op het cognitieve vlak sterk en daarbij spelen ook andere zaken een belangrijke rol. De term wordt gebruikt om duidelijk te maken dat hoogbegaafden opvallende vermogens of vaardigheden hebben.
Een IQ hoger dan 97,5% van de bevolking wordt veelal als maat voor hoogbegaafdheid genomen. Dat komt neer op een IQ vanaf 130, getest volgens David Wechsler. Deze grens varieert van 136, 140 tot 142 in andere tests.

## Kenmerken van hoogbegaafden

### Kenmerken voor kinderen
Er zijn veel lijsten met kenmerken van hoogbegaafde kinderen beschikbaar.
Prof. dr. Franz Mönks, oprichter van het Centrum voor Begaafdheidsonderzoek in Nijmegen (Nederland) en Antwerpen (België), noemt voor hoogbegaafde kinderen onder meer de volgende kenmerken:
- Grote nieuwsgierigheid en leergierigheid.
- Veel energie.
- Zich met meerdere taken tegelijk bezig kunnen houden.
- Buitengewoon goed geheugen.
- Breed scala aan interesses.
- Bijzonder gevoel voor humor.
- Hoge mate van empathie en betrokkenheid.
- Denken in veel gevallen al op buitengewoon jonge leeftijd (bijvoorbeeld drie jaar oud) na over de zin van het leven.
- Het veel lezen en verzamelen van informatie.
- Veel feitenkennis, grote algemene ontwikkeling.
- Opvallend taalgebruik.

Dr. Tessa Kieboom, directeur van Exentra (het vroegere Centrum voor Begaafdheidsonderzoek Antwerpen), noemt de volgende kenmerken voor kinderen:
- Een snelle taalontwikkeling die al opvalt op jonge leeftijd (al op de kleuterschool bijvoorbeeld).
- Wiskundig inzicht dat al op jonge leeftijd merkbaar is (al op de kleuterschool of het lager onderwijs).
- Een goed ontwikkeld geheugen.
- Een sterk concentratievermogen dat in staat stelt om meerdere dingen tegelijk te doen.
- Interesse in complexe onderwerpen op vroege leeftijd.
- Perfectionisme en het (kunnen) stellen van hoge verwachtingen aan zichzelf. Dat betekent niet dat hoogbegaafden perfecte studenten zijn, wel dat zij hoge verwachtingen (kunnen) stellen aan prestaties die zij zelf belangrijk vinden. Dit kan leiden tot grote faalangst, wanneer ze niet kunnen beantwoorden aan de eisen die ze aan zichzelf stellen.[5]
- Een kritische instelling tegenover volwassenen (leraren inbegrepen). Vaak zijn hoogbegaafde kinderen niet in staat om die kritiek op een goede manier te verpakken en over te brengen, waardoor het 'brutaal' over kan komen.
- Sommige hoogbegaafden zijn ook hoogsensitief. Zij nemen bijvoorbeeld bepaalde nuances waar in de lichaamstaal van anderen, of ze zijn zeer gevoelig voor bepaalde materiaalsoorten of geluiden. Deze hoogsensitiviteit kan leiden tot een verschil tussen begrijpen en emotioneel verwerken en dat kan leiden tot angstgevoelens. Dit zou het dagelijks functioneren van een hoogbegaafde kunnen belemmeren.

### Kenmerken voor volwassenen
Ook voor volwassenen zijn er veel lijsten met kenmerken van hoogbegaafdheid beschikbaar. Om meer overeenstemming te verkrijgen over het begrip hoogbegaafdheid en de kenmerken ervan is in 2006/2007 in Nederland een landelijk onderzoek uitgevoerd onder een groep experts op basis van een consensustraject met behulp van de Delphi-methode. Het betrof psychologen, (loopbaan-)coaches, bedrijfsartsen en een psychiater, personen die professioneel met hoogbegaafde volwassenen werkten. Het resultaat hiervan is een existentieel model met de volgende 'ideaaltypische' kenschets van een hoogbegaafde (jong)volwassene:
Een hoogbegaafde is een snelle en slimme denker, die complexe zaken aankan. Autonoom, nieuwsgierig en gedreven van aard. Een sensitief en emotioneel mens, intens levend. Hij of zij schept plezier in creëren.
Of in logischere volgorde:
Een hoogbegaafde is een nieuwsgierig, sensitief en emotioneel mens. Hij of zij is een snelle en slimme denker, die complexe zaken aankan. Verder is hij of zij autonoom, gedreven van aard en intens levend. Hij of zij schept plezier in creëren.
Het model beschrijft de volgende kenmerken:
- Innerlijke kenmerken:
  - hoogsensitieve rijkgeschakeerde emotionele binnenwereld (voelen)
  - hoogintelligent (denken)
  - zéér autonoom (zijn)
- Wisselwerking met de buitenwereld:
  - hoogsensitief (waarnemen)
  - gedreven en nieuwsgierig (willen)
  - scheppingsgericht (doen)
- Samenspel met de maatschappij:
  - intens
  - complex
  - snel
  - inventief

## Achtergronden van hoogbegaafdheid

### Vaststellen van hoogbegaafdheid
Volgens de klassieke benadering kan intelligentie worden gemeten met behulp van een gestandaardiseerde IQ-test en is er sprake van hoogbegaafdheid bij een score hoger dan twee standaarddeviaties boven het gemiddelde. Circa 2,5% van de bevolking is volgens deze norm hoogbegaafd.

### Hoogbegaafdheid is meer dan intelligentie
Hoogbegaafdheid wordt vaak gelijkgesteld aan een hoog IQ, terwijl een hoog IQ geen garantie is voor uitzonderlijke prestaties. Naast een hoge intelligentie, zoals gemeten door het IQ, zijn ook creativiteit en doorzettingsvermogen (motivatie) nodig om ergens in uit te kunnen blinken. Deze gedachte staat bekend als het Three Ring Concept van Renzulli. Sternberg voegt hier ook nog wijsheid aan toe als element van hoogbegaafdheid.
Howard Gardner noemt in zijn onbewezen theorie van meervoudige intelligentie acht soorten intelligentie: verbaal/linguïstisch, logisch/mathematisch, visueel/ruimtelijk, muzikaal/ritmisch, lichamelijk/kinesthetisch, interpersoonlijk, intrapersoonlijk en natuurgericht. Zijn theorie wordt echter niet ondersteund door empirisch bewijs.
Hoogbegaafdheid hangt ook samen met een verhoogde responsiviteit van het centrale zenuwstel op stimuli (‘overprikkelbaarheid’), althans volgens empirisch bewijs voor Dąbrowski’s theorie van positieve desintegratie.

### Genetische en omgevingsfactoren
Hoogbegaafdheid ontwikkelt zich niet in een vacuüm. De sociale omgeving heeft een grote invloed op de ontwikkeling ervan, zowel positief als negatief. Het meerfactorenmodel van Franz Mönks noemt de drie belangrijkste sociale omgevingen: school, peers/ontwikkelingsgelijken, gezin.

## Invloed van hoogbegaafdheid op het persoonlijk functioneren

### Excelleren en aanpassen
Hoogbegaafden blinken vaak uit binnen hun terrein van begaafdheid. Ze verrichten taken vaak sneller en/of voeren taken beter uit dan hun referentiegroep. Ze lossen problemen sneller op, zodat ze tijd en energie over hebben voor andere (aangenamere) bezigheden. Hoogbegaafdheid kan soms leiden tot uitzonderlijke prestaties.
Hoogbegaafdheid komt niet veel voor (ongeveer 2% van de bevolking). Hoogbegaafden zien zichzelf doorgaans niet als 'anders dan de rest' en begrijpen daardoor mogelijk niet waarom anderen hen soms wel als anders beschouwen. Daar moeten zij en hun omgeving mee leren omgaan. En dat gaat niet altijd (onmiddellijk) goed.
Mensen voelen zich doorgaans het prettigst in een groep; de mens is een "kuddedier". Sommige hoogbegaafden zitten aan de 'rand' van de groep en dat is voor hen een onprettige situatie. Zij zullen daarom proberen de situatie te veranderen door zich te conformeren aan de groep, door de groep in hun richting te veranderen, door geheel zelfstandig hun eigen weg te gaan of door te proberen een nieuwe groep te vinden die beter bij hen past.

### Onderpresteren
Hoogbegaafde kinderen die niet of verkeerd in hun ontwikkeling gestimuleerd worden gaan soms onderpresteren. Met onderpresteren bedoelt men dat het hoogbegaafde kind (opvallend of veel) slechter presteert dan zijn capaciteiten toelaten. Vaak associeert men dit dan met het onderpresteren op school, maar onderpresteren kan ook buiten school voorkomen, op het werk bijvoorbeeld.
Een voorname oorzaak van het onderpresteren is een gebrek aan uitdaging (het niveau ligt te laag voor de hoogbegaafde). Dit kan ervoor zorgen dat de hoogbegaafde zich gaat vervelen en dat kan leiden tot een ernstig gebrek aan motivatie waardoor de hoogbegaafde gaat onderpresteren. Door een gebrek aan uitdaging in het lager onderwijs, waar de hoogbegaafden door hun sterke geheugen zonder veel problemen kunnen leren, kan het zijn dat men een slechte studiemethode ontwikkelt. In het hoger onderwijs krijgt men dan problemen met studeren omdat men nooit een goede studiemethode ontwikkeld heeft.
Onderpresteren kan ook andere oorzaken hebben zoals emotionele problemen of een gebrek aan motivatie. Dit kan ook gebeuren omdat het kind niet wil opvallen tussen leeftijdsgenoten. Thuis kan het kind dan bijvoorbeeld al vlot lezen, maar op school doet het kind alsof het evenveel moeite moet doen om te leren lezen als de leeftijdsgenoten, om niet op te vallen of om geaccepteerd te worden door de groep als een gelijke.
Onderpresteren heeft altijd negatieve gevolgen voor het kind. Onderpresteerders kunnen bijvoorbeeld een laag of verkeerd zelfbeeld krijgen. Sommigen worden depressief (vertonen soms suïcidaal gedrag), of zijn erg perfectionistisch of hebben last van faalangst. Anderen ontwikkelen basale angsten (voor bacteriën bijvoorbeeld) en krijgen buikklachten ('schoolziek'). Ook komt het voor dat ze in een sociaal isolement terechtkomen.
De begeleiding en het bijsturen van een onderpresteerder is niet altijd eenvoudig. Soms is het bieden van nieuwe uitdagingen voldoende om deze negatieve gevolgen te doen verdwijnen, maar bij hoogbegaafden die al zeer lang onderpresteren is dit niet zo eenvoudig.

### Asynchrone ontwikkeling

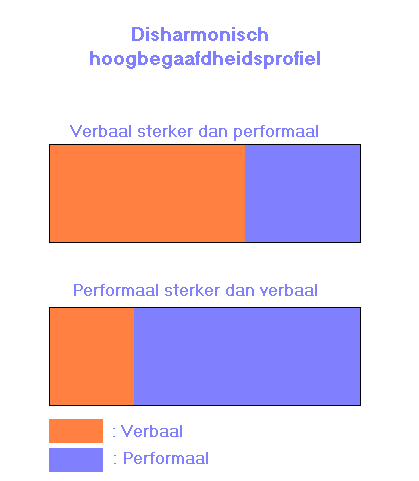
Asynchrone ontwikkeling: Verbaal blijft achter bij performaal en andersom.

Bij hoogbegaafde kinderen kan er sprake zijn van een asynchrone ontwikkeling. Een asynchrone ontwikkeling wil zeggen dat de ontwikkeling niet gelijkmatig verloopt. Bij hoogbegaafde kinderen kan de cognitieve ontwikkeling van het kind voorliggen op het gemiddelde, terwijl de ontwikkeling op andere gebieden (motorisch of sociaal) normaal is, of zelfs achterblijft.

### Hoogbegaafdheid en gedragsproblemen
Het typische gedrag dat hoogbegaafden kunnen vertonen, kan verward worden met gedragskenmerken die typisch bij autisme, ADHD en ADD behoren. De originele manier van denken, afwijkende en intense interesses en gevoeligheid voor zintuiglijke indrukken (hoogsensitiviteit) vertonen overeenkomsten met kenmerken van een vorm van autisme. Storend gedrag/clownesk gedrag, afwezigheid (in gedachten verzonken), het gevoel anders te zijn en aandachtsproblemen zijn ook kenmerken van AD(H)D. Misdiagnose van hoogbegaafdheid is hierdoor mogelijk.

### Hoogbegaafdheid en zelf-actualisatie
Jacobsen stelt dat hoogbegaafden een hoge drang tot zelf-actualisatie hebben. Francis Heylighen oppert zelfs dat de eigenschappen van 'zelf-actualiseerders' sterk overeenkomen met de eigenschappen van hoogbegaafden. Hij stelt dat er voor zelf-actualisatie ook cognitieve competentie, oftewel kennis en intelligentie nodig is.
Hiermee lijkt zelf-actualisatie een elitaire aangelegenheid te worden. Maar Maslov geeft aan dat slechts weinig mensen voldoen aan zijn profiel van zelf-actualiseerders. Jung, die ook een theorie van volwassen ontwikkeling en persoonlijkheidsintegratie opstelde, stelde ook dat slechts een minderheid van de bevolking tot individuatie komt{{ Jung, C.G. – “Psychological Types” (1921), par. 758:
“Only few individuals succeed in achieving individuation. Most identify with their role in society and never confront the unconscious.”}}.

## Begeleiding van hoogbegaafden

### Aangepast onderwijs
Hoogbegaafdheid hoeft geen probleem te zijn, maar hoogbegaafden vormen een risicogroep. Vaak hebben ze moeite met het schoolsysteem omdat dit met hen onvoldoende rekening houdt. Een mogelijk gevolg kan gedragsproblematiek en/of onderprestatie zijn. In de praktijk is het niet altijd vanzelfsprekend voor een school om in te spelen op de behoeften van hoogbegaafden. Vaak denkt men aan versnelling van het studieprogramma, maar dit is niet de enige mogelijkheid om hoogbegaafden speciale begeleiding te geven. Verbreding is een andere methode, die bestaat uit drie elementen: differentiatie (waarbij leerlingen in dezelfde klas op hun eigen tempo werken), de zogenaamde kangoeroe- of plusklassen en voltijds basisonderwijs voor hoogbegaafde kinderen.
Maatregelen die een (basis)school ten behoeve van hoogbegaafde leerlingen kan nemen:
- Het aanbieden van verdiepende en verrijkende leerstof, met name gericht op de interessegebieden van het hoogbegaafde kind.
- Lesmateriaal van hogere groepen ter beschikking stellen.
- Laten meelopen met hogere groepen of klassen zodat het kind tussen "ontwikkelingsgelijken" zit. Een mogelijk nadeel is dan dat de hoogbegaafde zich tussen oudere kinderen sociaal en emotioneel moet kunnen handhaven. Dit wordt vaak als een tegenargument gebruikt, maar dat is niet altijd terecht, zoals onderzoek heeft aangetoond.[25]
- Plusklassen. In Nederland kent men de plusklassen. Snelle leerlingen worden bij elkaar gebracht en in eigen tempo lesgegeven, waarbij de leerstof van meerdere jaren in één schooljaar wordt aangeboden. Deze oplossing is vooral in gebruik op mbo-scholen, maar is in principe ook geschikt voor het basisonderwijs.
- Kangoeroeklassen. In Vlaanderen zijn er de bijkomende klassen waar hoogbegaafde leerlingen – en soms ook snelle niet-hoogbegaafde leerlingen – van de school gedurende 2–4 uur per week samen zitten om aan specifieke projecten te werken of waar zij uitdagende vakken aangeboden krijgen.[26] Kangoeroeklassen vindt men in Vlaanderen vooral in het lager onderwijs. In het middelbaar onderwijs zijn dergelijke klassen relatief zeldzaam.

In Nederland stimuleert de overheid ook het opzetten van begaafdheidsprofielscholen. Er zijn in een aantal plaatsen scholen met naast het reguliere aanbod een apart aanbod voor hoogbegaafde leerlingen. Iedere leerling heeft daar bijvoorbeeld een coach en de groep hoogbegaafden beschikt vaak over een eigen ruimte in de school.
Een andere mogelijkheid voor aangepast leren is het particuliere onderwijs. Sommige instellingen bieden de mogelijkheid om verschillende leerjaren in één studiejaar te doen. Dit is een (dure) oplossing voor het volgen van voortgezet onderwijs.

### Ouders
Ouders van een hoogbegaafd kind kunnen zich goed laten informeren over hoogbegaafdheid en de interesses en talenten van hun kind stimuleren, door bijvoorbeeld het kind lid te maken van een vereniging die aansluit op het interessegebied van het kind of het kind naschoolse lessen laten volgen over onderwerpen die het interesseert.
Daarnaast zijn er in zowel Nederland als België organisaties die ouders en kinderen ondersteunen door middel van het geven van lezingen voor ouders (en verzorgers) en activiteiten voor kinderen op hun niveau.

### Werk
Hoogbegaafde werknemers kunnen een belangrijke bijdrage leveren aan een kenniseconomie. Toch zit naar schatting slechts een derde deel op een passende werkplek, omdat de werkomgeving in dit geval geen oog en waardering heeft voor hun talenten. Deze hoogbegaafden functioneren uitstekend. Hoogbegaafde werknemers in hun kracht zijn originele, creatieve, vitale, gedreven en constructieve medewerkers. Zij zijn van grote waarde voor hun werk en voor de samenleving. Ze kunnen een geweldige impuls geven aan organisatievernieuwing en -ontwikkeling.
Niet alle hoogbegaafden slagen er echter in hun talenten te benutten. Ze raken uit balans en roepen in hun werkomgeving het beeld op van ongeleide projectielen en 'lastige wijsneuzen'. Hun talenten worden onvoldoende of zelfs helemaal niet erkend, waardoor ze kunnen disfunctioneren en soms overspannen raken. Er kunnen conflicten ontstaan, omdat de werknemer zelf, maar ook de leidinggevenden en collega's, niet herkennen wat er aan de hand is. Voor werknemers en leidinggevenden is het dan ook van belang om in gesprek te gaan over de voorwaarden waaronder een hoogbegaafde zijn talenten op het werk het beste kan inzetten.

## Mythe van het wonderkind
Velen gaan ervan uit dat hoogbegaafden wonderkinderen zijn, dat ze alles kunnen, dat ze altijd hoge resultaten halen op school, dat ze nooit problemen hebben, enzovoort. Vaak denkt men bij hoogbegaafden ook al vlug aan een stereotiepe nerd of Einstein. De realiteit is echter anders: hoogbegaafden vormen een risicogroep. Als men hen niet voldoende begeleidt en stimuleert, kunnen ze hun motivatie verliezen met als gevolg dat ze kunnen gaan onderpresteren en allerlei andere negatieve gevolgen ervaren.
Hoogbegaafden kunnen ook niet alles even goed. Ze zijn niet op alle vlakken even snel en ze moeten ook inspanningen leveren om te presteren. De ene hoogbegaafde kan een aanleg hebben voor wiskunde, maar ondertussen slecht presteren in taalvakken. Hoogbegaafden blinken vaak enkel uit in hun interessegebieden. Soms wordt er ook van uitgegaan dat hoogbegaafden veelal dezelfde persoonlijkheidskenmerken hebben (dat ze op dezelfde manier leren of zich hetzelfde gedragen). In de praktijk zijn hoogbegaafden echter onderling vaker verschillend dan ze op elkaar lijken.